# Rottemerentunnel
De Rottemerentunnel (werknaam) is een in aanleg zijnde landtunnel in Nederland, gelegen in de doorgetrokken A16 ten noordoosten van Rotterdam. De opening is gepland voor oktober 2026.

## Kenmerken
De Rottemerentunnel is een 2,235 kilometer lange tunnel in het Lage Bergse Bos ten noordoosten van Rotterdam. Het is een tweebuizige tunnel, waarbij beide buizen even lang zijn. Het grootste deel van de tunnel ligt op 4 meter onder maaiveld, maar er is ook een aansluitend aquaduct onder de rivier de Rotte dat onderdeel is van de tunnel. Hier ligt de tunnel op −11 meter NAP. Het maximale hellingspercentage bedraagt 2%. Vanwege de totale lengte wordt gesproken van een tunnel, en niet van een aquaduct.
De tunnel heeft 2×2 rijstroken met vluchtstroken. De vluchtstroken dienen als ruimtereservering voor een derde rijstrook. Het toepassen van vluchtstroken geeft meerkosten van circa 17,5% ten opzichte van tunnels zonder vluchtstroken, maar het later aanpassen van een bestaande tunnel zonder ruimtereservering zou beduidend duurder zijn. Er zijn pechhavens om de 1.000 meter en de tunnel heeft een middentunnelkanaal als vluchtroute. De tunnel heeft langsventilatie, waarbij de vuile lucht in de rijrichting wordt weggeblazen.
De rijstroken en vluchtstrook zijn elk 3,5 meter breed. Tevens is er sprake van enige obstakelvrije ruimte. De rijbaan is tussen de barriers 13,5 meter breed, voldoende voor een eventueel 4-0 systeem bij wegwerkzaamheden, maar gekozen is om een dergelijke verkeersvoering niet te gebruiken vanwege voorhanden zijnde alternatieven (A13 en A20). De inwendige hoogte van de tunnel bedraagt 5,3 meter, waarbij de vrije doorrijhoogte 4,7 meter bedraagt, zodat geen hoogtedetectie noodzakelijk is. De ontwerpsnelheid van de tunnel bedraagt 120 km/u, met uitzondering van de noordelijke tunnelmond, vanwege de minimale afstand tussen divergentie- en convergentiepunten. De maximumsnelheid in de tunnel is 100 km/u.

## Toekomst
In 2013 heeft de minister het standpunt voor de A16 Rotterdam vastgelegd, waaronder de keuze voor de ruim 2 kilometer lange tunnel. Op 25 september 2015 is het ontwerp-tracébesluit ter inzage gelegd. Vlak daarna is op 16 november 2015 een inpassingsovereenkomst tussen het rijk en de regio getekend, waarbij de tunnelmond verlengd wordt tot 200 meter ten zuiden van de Rotte en de tunnel niet op maaiveld, maar 4 meter beneden maaiveld komt te liggen. Op 29 juni 2016 is het definitieve tracébesluit vastgesteld. De bezwaren tegen het tracébesluit werden op 2 augustus 2017 door de Raad van State ongegrond verklaard, waarmee het onherroepelijk werd en het project doorgang kon vinden. De bouw startte officieel op 18 maart 2019. Het is gepland om de tunnel en de A16 Rotterdam in 2025 open te stellen.
De regio draagt € 100 miljoen bij voor bovenwettelijke inpassingsmaatregelen, waarvan € 79 miljoen voor de Rottemerentunnel bestemd is.

## Verkeersintensiteiten
De verwachte verkeersintensiteit in de tunnel in 2030 is 118.000 voertuigen per dag. De ruimtereservering voor 2×3 rijstroken zal dan ingezet moeten worden om een dergelijke intensiteit af te wikkelen. Er wordt een hoge I/C-waarde van 0,9 verwacht, wat een aanzienlijke filekans geeft, in het tracébesluit ging men uit van een filekans van 10 keer stilstaand verkeer in de spits per week, feitelijk dagelijkse congestie.